# Дардани, Антонио
Антонио Дардани (итал. Antonio Dardani; 8 июня 1677, Болонья — 29 сентября 1735, Болонья) — итальянский живописец и гравёр академического направления болонской школы.

## Биография
Антонио Дардани родился в Болонье, учился у Анджело Микеле Тони, затем отправился учиться к Джованни Марии Виани. Когда последний скончался, он работал вместе с Доменико Марией Виани. В Парме Дардани копировал ряд картин Корреджо. Вернувшись в Болонью, он написал алтарь с образами Мадонны и святых в церкви Санта-Мария-дель-Пьянто.
Для графа Дзани он расписал несколько комнат в его загородном доме, затем в 1707 году отправился в Мачерату с Карло Рамбальди, а затем в Рим. В церкви Санта-Катерина-Страда-Маджоре он написал святого Джованни Гуальберти, попирающего дьявола, а для церкви Святого Бенедикта — нескольких ангелов, держащих регалии святых. Для отцов-доминиканцев он изобразил святого Винсента Феррера, воскрешающего мёртвого ребёнка. Дардани писал множество алтарных картин и временных украшений для различных празднеств, похоронных обрядов, а также декорации для оперных театров, как в Болонье, так и за рубежом. Известно также, что около 1720 года он расписывал интерьеры Театра Реджо вместе с Джованни Дзанарди.
Антонио Дардани был четырнадцатым председателем (principe) Академии Клементины в Болонье.
27 сентября 1735 года у Дардани началась сильная головная боль, затем лихорадка, и он умер два дня спустя. Его старший сын, которому тогда было всего восемнадцать лет, позднее стал художником.
Учеником Дардани был Витторио Мария Бигари.